# Irene Biontino
Irene Biontino (* in Koblenz) ist eine deutsche Diplomatin. Sie ist seit Juli 2024 Botschafterin in Guinea.

## Werdegang
Biontino legte das Abitur in Hamburg ab. Anschließend studierte sie Rechtswissenschaft an der Rheinischen Friedrich-Wilhelms-Universität Bonn.
1990 begann Biontino ihre Laufbahn im Auswärtigen Amt. Ihre Auslandseinsätze führten sie an die Botschaft in Vilnius, an die Botschaft in Bangkok und an die Botschaft in Addis Abeba. Zudem war sie bei der Ständigen Vertretung der Bundesrepublik Deutschland bei der NATO in Brüssel und bei der Ständigen Vertretung der Bundesrepublik Deutschland bei den Vereinten Nationen in Genf tätig.
Im Juli 2024 wurde Biontino als Nachfolgerin von Ulrich Meier-Tesch Botschafterin in Guinea und Leiterin der Botschaft in Conakry.
Biontino ist mit dem deutschen Diplomaten Michael Biontino verheiratet und hat mehrere Kinder.